# Kleines Heiliges Meer
Das Kleine Heilige Meer ist ein Stillgewässer im Naturschutzgebiet Heiliges Meer – Heupen.
Es ist mit ungefähr 2000 Jahren das älteste und kleinste der vier Seen des Naturschutzgebietes. Wie auch der Erdfallsee und das Große Heilige Meer ist es durch einen Erdfall entstanden. Es liegt etwas weiter östlich der drei anderen Großgewässer und steht erst seit einigen Jahren unter Naturschutz. Es wird von den Feuchtwiesen des Heupen – einer Bauerschaft des Ortes Obersteinbeck – umrandet. Eine Besonderheit ist, dass es sich als einziges Gewässer des Naturschutzgebietes immer noch in Privatbesitz befindet. Er ist das einzige Gewässer des Naturschutzgebietes, welches vollständig auf dem Gebiet der Gemeinde Recke im Tecklenburger Land liegt. Die Meerbecke fließt knapp westlich des Sees vorbei.